# Flunitazeno
El flunitazeno (Fluonitazene) es un derivado del benzimidazol con efectos opioides, desarrollado por primera vez en la década de 1950 como parte de la investigación que condujo a compuestos más conocidos como el etonitazeno. Es uno de los derivados menos potentes de esta clase que ha aparecido como droga de diseño, con aproximadamente la misma potencia que la morfina, pero, sin embargo, se vende desde aproximadamente 2020 y se ha relacionado con numerosos casos de sobredosis de drogas.